# Cinchona
- Commons
- Wikispecies

Cinchona pubescens

Cinchona L. é um gênero de aproximadamente 40 espécies da família Rubiaceae. São arbustos de folhagem persistente naturais da região tropical da América do Sul que crescem entre 5 e 15m de altura.
Algumas espécies produzem o quinino.

## Sinonímia
- Cinchonopsis L. Andersson
- Kinkina Adans.
- Pleurocarpus Klotzsch
- Quinquina Boehm.

## Espécies
- Cinchona antioquiae L.Andersson (1998).
- Cinchona asperifolia Wedd. (1848).
- Cinchona barbacoensis H.Karst. (1860).
- Cinchona × boliviana Wedd. (1848).
- Cinchona calisaya Wedd. (1848).
- Cinchona capuli L.Andersson (1994).
- Cinchona fruticosa L.Andersson (1998).
- Cinchona glandulifera Ruiz & Pav. (1802).
- Cinchona hirsuta Ruiz & Pav. (1799).
- Cinchona krauseana L.Andersson (1998).
- Cinchona lancifolia Mutis (1793).
- Cinchona lucumifolia Pav. ex Lindl. (1838).
- Cinchona macrocalyx Pav. ex DC. (1829).
- Cinchona micrantha Ruiz & Pav. (1799).
- Cinchona mutisii Lamb. (1821).
- Cinchona nitida Ruiz & Pav. (1799).
- Cinchona officinalis L. (1753).
- Cinchona parabolica Pav. in J.E.Howard (1859).
- Cinchona pitayensis (Wedd.) Wedd. (1849).
- Cinchona pubescens Vahl (1790).
- Cinchona pyrifolia L.Andersson (1998).
- Cinchona rugosa Pav. in J.E.Howard (1859).
- Cinchona scrobiculata Humb. & Bonpl. (1808).
- Cinchona villosa Pav. ex Lindl. (1838).
- Lista completa

## Classificação do gênero
| Sistema | Classificação                      | Referência               |
| ------- | ---------------------------------- | ------------------------ |
| Linné   | Classe Pentandria, ordem Monogynia | Species plantarum (1753) |